# ラムネ (ゲーム)
『ラムネ』は、ねこねこソフトから2004年7月30日に発売された、Windows用アダルトゲームである。
発売元によるゲームジャンルは、「夏を舞台にした普通の学園モノ」。
2005年8月25日には、インターチャネルからPlayStation 2移植版『ラムネ〜ガラスびんに映る海〜』が発売され、同年10月にはアニメ化された。
ラムネ2が、2017年1月27日に発売。

## ゲーム構成
『みずいろ』同様に主人公たちの子供時代を描いた過去パートがあり、そこで出現するヒロインたちにまつわる選択肢の結果によって各シナリオ（現在パート）に分岐する（過去パートに登場しないヒロインもいる）。攻略ヒロインが異なると一部キャラクターの性格が変わる点も同じ。文字通りノベル感覚で進行するが、選択によってはCGが見られなかったり、あまりにも酷い選択をするとバッドエンドになる場合もある。

## ストーリー

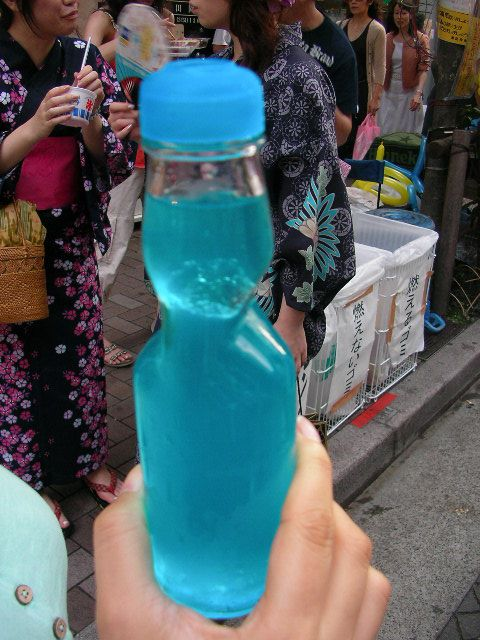
各シナリオのポイントに「ラムネ」が印象的に登場し、「夏」と物語を盛り上げる。

ある夏の日、都会から海岸沿いの小さな町に引っ越してきた幼い主人公と妹。様々な出会いと思い出を重ね、やがて気づく「お互いの距離」。「普通の日々」が特別なものであったと気づいた時、主人公とヒロインたちの物語は変化を迎える。

## 登場人物
※声優は、Windows版/PS2・アニメ版の順。
友坂 健次（ともさか けんじ）
声 - なし / 谷山紀章（子供時代 - 時田光）
身長175cm。
主人公（名前のみ変更可・苗字は固定）。高校2年生。幼い頃、父親と妹の鈴夏と共に引っ越してきて以来ずっと海沿いの町で生活している。ゲームをしたり漫画を読んだりもするが、朝釣りをしたり外に出て遊ぶことも多い。父の古いバイク（トライアンフ製）のトラ改を譲り受け、長い時間をかけて修理を続けている。幼い頃はヤドカリを集めることが大好きで、ヤドカリに「マーキュリー」と名付けて遊んでいた。普段は七海やひかりにイタズラをしてからかったりしており、度が過ぎるとひかりや美空からは暴行を受けてしまうこともある。根は明るく素直でお人よしで、知り合いの女の子から頼りにされている。学園では自習の時間にプリントを真面目にやらなかったり、テストも赤点を回避出来る程度の点数しかとっていないため、父親に説教されることもある。家事も苦手としており、父親よりはましな料理を作れると自負しているがトーストは黒焦げで目玉焼きも生焼けだったりと似たり寄ったりの出来である。また、朝起きるのが苦手で鈴夏に起こされるのが日常となっている。
近衛 七海（このえ ななみ）
声 - 籐野らん / 後藤邑子
身長154cm スリーサイズはB80/W56/H82 血液型はO型 5月20日生まれ
健次の隣人にして幼馴染。健次を「健ちゃん」と呼ぶ。彼女の部屋は健次の部屋のベランダから1.2mしか離れていない位置にある。母親が喫茶店を経営しており、彼女も母親の手伝いをしている。健次とは同じ学園に入学しており、同じクラスで隣の席に座っている。健次にいつもからかわれているが、常に側にいて頼りにしている。子供時代は頭の左前側を一束、黄色の魚形の髪留めでまとめていた。だが、彼女のルートのみ大事な髪留めとして成長後も大事に使っている。性格は気が弱く大人しめではあるが、誰に対してもやさしく接して怒ることがない大らかな性格をしている。料理が得意であり、家事が苦手な友坂家一同のために朝ごはんを作ってあげたりする事もある。だが、母娘揃って朝起きることが苦手で、遅刻ギリギリになることもある。幼い頃から家庭菜園で野菜を作っており、現在では作柄は限られているものの農家並みの収穫を得て家業である喫茶店の食材として利用されている。また、菜園での経験が長いためか虫（特にミミズ）を平気で素手で掴む事が出来る。スイカには思い入れがあり、大きく美味しくなりそうな実を「ななみすぺしゃる」として、大事に育てる。 好きな食べ物は自家栽培の野菜。好きな飲み物は果汁100％のジュース。「わわわ」で「おろおろ」の王道のぽんこつさん。ねこねこソフトの麻雀では、魔法少女まじかる☆ナナミーの姿が見られる。
仲里 ひかり（なかざと ひかり）
声 - 青山ゆかり / 友永朱音
身長146cm スリーサイズはB79/W55/H80 血液型はO型 3月20日生まれ
健次の従姉。茶髪のロングヘアー。黄色いリボンでツインテールにしている。健次や七海より一つ年上だが、小柄で幼い容姿から子供と間違えられる事もあり、アニメ版では警備員に間違えられる場面もあった。健次が前に住んでいた家の近所に住んでおり、健次たちが引っ越した後は毎年夏休みになると健次達の街に「バカンス」に訪れる。七海とは親友同士で、この町に訪れるときは必ず七海に連絡をしている。 周囲に対しては社交的で、誰とでもすぐに友人になれる性格だが、健次に対しては常に喧嘩腰で「武力行使」をも辞さない。そのため、健次にからかわれてひかりが怒り七海が仲裁するという構図ができている。自らを「自己中心的」と言い切って憚らないが、実は他人の気持ちを思いやる優しい少女でもある。健次の高校には七海の制服を借りて、学校行事である林間学校のみならず授業にまで参加してしまうアグレッシブな性格でもある。
料理の技術はそれなりにあるが、食の嗜好が両極端であり、彼女が作る料理は「激甘か激辛」になってしまい彼女以外が食べられる料理ではなくなってしまう。同様の理由から、彼女が作成した料理は文化祭で「罰ゲーム」に使用されている。好きな食べ物はトムヤムクン。好きな飲み物は牛乳と炭酸飲料全般。
友坂 鈴夏（ともさか すずか）
声 - 神村ひな / 佐藤美佳子
身長164cm スリーサイズはB86/W59/H85 血液型はB型 8月22日生まれ
健次の一つ年下の義妹。幼いころから健次と共に行動をしており、七海やひかりと一緒に遊ぶこともある。子供時代の選択するルートによって性格が大幅に変わる。本人のルート以外では明るく元気で天真爛漫な性格をしている。大人びた体に成長したものの、中身は昔から変わらず子供っぽく、健次を構いに来たり余計なことを言ってほっぺたをつねられたりしている。柔道部に所属しており、朝練にも励むなど部活を頑張っている。友坂家の例に漏れず家事を苦手としているが、健次や父親の健柳流よりは上手に作れる。佐倉編では、柔道部ではなく七海の畑仕事の手伝いに精を出している。好きな食べ物はトマトスパゲティ。好きな飲み物はレモンティー。
石和 多恵（いさわ たえ）
声 - まきいづみ / 柳瀬なつみ
身長156cm スリーサイズはB84/W58/H86 血液型はA型  2月2日生まれ
健次の通う学校の一つ年上の先輩。頭の左前側を一束、花柄の髪留めでまとめている。自治会会長を務めており、林間学校の実行委員長も務めている。健次や七海たちとは顔なじみであり、ひかりが林間学校に来る時も快く受け入れてくれる。名前は本人ルートのみで明かされており、それ以外のルートでは「先輩」としか呼ばれていない。 常に学校中をジャージ姿で飛び回っており、健次は彼女が制服を着ている姿を見たことがない。校内の柱のペンキ塗りをはじめとした仕事のみならず、町内掃除や海岸のごみ拾いなど様々な仕事を一人でこなしている。子供の頃から世話好きではあるが、時としてお節介と思われることになる。三つ子の弟妹（恵太・恵介・恵美）の姉であり、面倒見の良さと大人な態度ゆえに周囲からは「母親・姉」的な立場でみられている。 好きな食べ物はみたらし団子。好きな飲み物はほうじ茶。
佐倉 裕美（さくら ひろみ）
声 - 鷹月さくら / 田口宏子
身長156cm スリーサイズはB81/W54/H83 血液型はAB型  5月30日生まれ
健次がこの町に来た1年後に引っ越してきた駄菓子屋の娘（健次が高校生時にはコンビニになっている）。黒髪のセミロングヘアーでありPC版では髪をおろしているが、PS2版佐倉編では左右一束ずつ、耳の下で白いリボンで束ねている（アニメ版ではゲーム版より髪がやや短めで、特にまとめてはいない）。健次の通う学校の一年下の後輩で鈴夏と同じクラスではあるが接点はない。子供時代は七海とは色違いの魚の髪留めを付けており、七海編では健次にプレゼントされている。PS2版ではメインヒロインに昇格。佐倉編では佐倉が引っ越してきた直後に知り合う。その後、友坂家に家族同然に出入りしていつしか幼馴染として健次とは家族・友人公認の仲となっている。成長後は控え目であった性格も明るくなり健次を「先輩」と呼び慕う女の子になる。健次には日常的にからかわれているが、彼が気兼ねなく話せる相手として普段から行動を共にしている。健次と同じくヤドカリ好きで、名前は「ジュピター」と付けておりその名前は彼女が使っている自転車にもつけられている。元気かつ健気に健次と交際しているが、ある出来事をきっかけに二人の関係について自分自身を見つめ直そうとする。アニメ版や他キャラルートでの彼女は「旧佐倉」と呼ばれ、本人を攻略する際の彼女は「新佐倉」と呼ばれている。コミックマーケット69では、七海ともどもねこねこソフトブースの案内ディスプレイに登場。次の新作（Scarlett）のおまけに登場する野望を持っているらしい。 好きな食べ物はあんみつとみつ豆。好きな飲み物はラムネ。
鮎川 美空（あゆかわ みそら）
声 - 登場なし / 新谷良子
身長153cm スリーサイズはB80/W56/H81 血液型はA型  10月26日生まれ
PS2版追加ヒロイン。都会からツーリングでやってきた少女。髪を左右一束ずつ淡い水色のリボンで束ねている。頭頂部の少し後ろから、アホ毛が一束出ている。愛車はCB400 SUPER BOL D'OR。年齢は健次と同い年。ほとんどのルートでは登場しないが、多恵編で少しだけ登場している。また、アニメ版にも登場している。
健次の住む町に来た際にバイクでカーブを曲がろうとしたところ転倒。さらにはバイクの傷を見ようとした彼がバイクを倒してしまい完全に故障、不本意ながらこの町に滞在することになる。この町に滞在する間は友坂家に身を置くことになり、バイトをしながら生活している。また、お世話になっている友坂家では料理作りを買って出ており好評を博している。寝起きはいいほうではあるが、いびきをかきながら服が乱れていたりなど寝相が悪い。健次とは最初の出会いが最悪だったためいがみ合っているが、周りの女の子たちとは仲が良く、特にひかりとは似た性格からか意気投合する。実家は両親がともに海外旅行中のため、特に心配していないという。 当初はこの街を「田舎」と毛嫌いして、さっさとバイクを直して立ち去りたいと思っていた。その際に七海の畑仕事を「無駄な事」と評したりしていたが、健次が本気で反論をして考えを改めるようになり、その後も生活が慣れていくうちに慌しくも賑やかで優しい日々を重ねるうちに彼女の心境も変化していく。だが、いずれは立ち去ることになる町であるために素直にいい町だということができず、田舎と毛嫌いするふりを続けている。 好きな食べ物はフレンチトースト。好きな飲み物はスポーツドリンク。
近衛 各務（このえ かがみ）
声 - 楠鈴音 / 鳴海エリカ
七海の母親。友坂家の隣で喫茶店を経営している(ルートによっては友坂家の隣ではなく商店街付近にある)。温和で優しく、七海や健次達の良き理解者。見た目も七海と姉妹に間違えられるほど若々しい姿をしている。未亡人であり、あまり顔には出さないが健柳流のことが気になっている様子。ちなみにディスプレイ上の表記は「ママ」。
友坂 健柳流（ともさか けんりゅう）
声 - なし / 長嶝高士
健次と鈴夏の父親。2人が通っている学園の教師で、現国と古典を担当している。非常に屈強な肉体の持ち主で柔道三段の腕前を持つほか、柔道部顧問を務めている。男手一つで時には厳しく時には優しく2人を育てた。「息子に厳しく娘に甘い」を自称するが、実際は増長すれば息子も娘も関わりなく厳しくかつ論理的に諌める公正な性格。友坂家の中でも料理が一番苦手で、彼が食事当番担当の日は大体炭化している。各務に密かに想いを寄せる純情な一面もある。
端野（はたの）
声 - なし / 大畑伸太郎
身長167cm。
健次のクラスメイトにして悪友。主に盛り上げ役担当で、健次と馬鹿なやり取りをよくやっている。毎年来るひかりに好意を寄せており、来るたびにテンションが上がり猛烈アタックするが、激辛カレーを食べさせられる以外は報われていない。大体のルートではテストで赤点を取って補習授業を受ける羽目になる。
笹井（ささい）
声 - 奥森香由 / 吉住梢
林間学校の宿泊先である「ささや」の女将。多恵の親戚であり顔なじみ。普段は上品なしゃべり方をしているが、知り合いだけの際にはフランク口調になる。また、多恵と同様にお節介な人物でもあり、多恵メイン編では積極的に健次と多恵を関わらせようとする場面もある。なお、クレジットでも名前は「女将」になっている。

## ゲーム版

### スタッフ
- 原画：あんころもち、司ゆうき、u-r、秋乃武彦
- シナリオ：片岡とも、秋津環、海富一、中森南文里
- 音楽：MANYO（Little Wing）

### 主題歌
オープニングテーマ「なんてね76's」
作詞：片岡とも / 作曲・編曲：藤間仁 / 歌：佐藤裕美
エンディングテーマ「ラムネ」
作詞：片岡とも / 作曲：安瀬聖 / 編曲：原田勝通 / 歌：Duca
PC版挿入歌「夕凪」
作詞：やなちぃ / 作曲：天乃雀 / 編曲：河辺健宏 / 歌：KAKO
PS2版挿入歌「ふたり（ラムネ79's）」
作詞：木緒なち / 作曲・編曲：藤間仁 / 歌：KAKO

### 小説
パラダイムより七海メイン、多恵メインをもとにした小説がそれぞれ「ラムネ近衛七海編」、「ラムネ石和多恵編」として出版されている。18禁作品。
- 著者：岡田留奈
- 原画：あんころもち、司ゆうき

## テレビアニメ
2005年10月から12月に放送された。全12話。
ストーリーは七海メインを基礎とし、裕美を除く各キャラクターのメインを付け加えている。
本編で、ねこねこファンディスク等に収録されている戦国シミュレーションゲームの「野望」が、健次がプレイするゲームとして登場している（信長、秀吉、黒田官兵衛（宇宙人グレイ）が登場）。七海には「またゲーム! しかもまた日本滅亡してるし」等と言われるが、健次は「これは歴史の勉強だ!」と言い張っている。
DVDは1巻2話ずつの収録で、2006年1月下旬より毎月発売され、2006年6月発売の第6巻で完結した。
アニメ本編には、テレビ未放映の場面が若干追加されている。また、この未放映の場面は別に収録されており、どこが追加されたのかわかるようになっている。
各巻には映像特典があり、後半の第4〜6巻にはクレイムービー「じゃじゃ馬」が収録されている。
また、各巻にCDが1枚ずつ付録となっている。これはCD Extra仕様になっており、オーディオトラック（CD-DA）には、アニメ版のアフターストーリーに当たるミニドラマが収録されている。データトラック（パソコンで読み出し可能）には、各巻にデジタルカレンダーを含む壁紙用画像が、また第1・3・5巻には画像に加えてパソコンのシステム音声や留守電メッセージ等に使えるボイス集が収録されている。

### スタッフ（アニメ）
- 原作 - ねこねこソフト
- 監督 - 髙田淳
- シリーズ構成 - 鴻野貴光
- キャラクター原案 - 司ゆうき、あんころもち
- キャラクターデザイン・総作画監督 - 近藤源一郎
- コンポジットディレクター（撮影監督） - 中山敦史
- 美術監督 - 窪田忠雄
- 色彩設計 - 田中真紀
- 音響監督 - 町田薫
- 音響制作 - トライネットエンタテインメント
- 音楽 - 福島祐子
- 音楽制作 - インターチャネル
- エグゼクティブプロデューサー - 小林正樹、赤松智
- アニメーションプロデューサー - 佐久間敏郎、野村宙
- プロデューサー - 池田義宏、大宮三郎、中西孝
- アニメーション制作 - トライネットエンタテインメント、ピクチャーマジック
- アニメーション制作協力 - ラディクス
- 製作 - ラムネ製作委員会

### 主題歌（アニメ）
オープニングテーマ
「ラムネ色のメロディ」
作詞 - 兎夢 / 作曲 - 来兎 / 編曲 - 菅野祐悟 / 歌 - 真優

エンディングテーマ
「Summer vacation」（TV放送：1 - 11話、DVD：全話）
作詞 - 兎夢 / 作曲・編曲 - TARAWO / 歌 - 村田あゆみ
「なんてね76's」（TV放送：12話、DVD：12話挿入歌）
作詞 - 片岡とも / 作曲・編曲 - 藤間仁 / 歌 - 佐藤裕美

### 各話リスト
| 話数 | サブタイトル               | 脚本       | 絵コンテ       | 演出             | 作画監督              |
| ---- | -------------------------- | ---------- | -------------- | ---------------- | --------------------- |
| 1    | ヤドカリと麦わら帽子       | 鴻野貴光   | 髙田淳         | 髙田淳           | 坂本千代子 長谷川友香 |
| 2    | 夏の畑とななみすぺしゃる   | 鴻野貴光   | 髙田淳         | いとがしんたろー | 森田岳士 野田めぐみ   |
| 3    | ちっちゃなイトコと花火     | 石橋大助   | 髙田淳         | 鎌仲史陽         | Kim Il Bae            |
| 4    | 自治会長とごほうび         | 金子ツトム | えんどうてつや | 山本天志         | 伊部由起子            |
| 5    | 星空と望遠鏡               | 金子ツトム | 髙田淳         | 岡崎幸男         | 武内啓                |
| 6    | 三人と二つの真珠           | 石橋大助   | 園田雅裕       | 園田雅裕         | 渡辺浩二              |
| 7    | バイク少女とアルバイト     | 鴻野貴光   | 髙田淳         | 神崎ユウジ       | 山沢実 野田めぐみ     |
| 8    | ふたりの絆と揺れる想い     | 石橋大助   | 所俊克         | えんどうてつや   | 伊部由起子 時矢義則   |
| 9    | ふたりの距離とラムネの瓶   | 石橋大助   | 髙田淳         | 鎌仲史陽         | 川島勝 坂本千代子     |
| 10   | フォークダンスとかさなる心 | 金子ツトム | 園田雅裕       | 三家本泰美       | 水川弘里 八木元喜     |
| 11   | 台風の夜と夏の終わり       | 金子ツトム | 所俊克         | 所俊克           | 原由美子              |
| 12   | 100個の貸しと100個の借り   | 鴻野貴光   | 髙田淳         | 髙田淳           | 坂本千代子 長谷川友香 |

### 放送局
| 放送期間                       | 放送時間                     | 放送局             | 対象地域   | 備考                    |
| ------------------------------ | ---------------------------- | ------------------ | ---------- | ----------------------- |
| 2005年10月11日 - 12月27日      | 火曜 2:00 - 2:30（月曜深夜） | 関西テレビ         | 近畿広域圏 | フジテレビ系列          |
| 2005年10月13日 - 12月29日      | 木曜 1:30 - 2:00（水曜深夜） | ちばテレビ         | 千葉県     | 独立局                  |
| 2005年10月14日 - 12月30日      | 金曜 1:30 - 2:00（木曜深夜） | テレ玉             | 埼玉県     | 独立局                  |
| 2005年10月16日 - 12月29日      | 日曜 1:00 - 1:30（土曜深夜） | tvk                | 神奈川県   | 独立局                  |
| 2005年10月28日 - 2006年1月27日 | 金曜 3:27 - 3:57（木曜深夜） | 東海テレビ         | 中京広域圏 | フジテレビ系列          |
| 2005年12月3日 - 2006年2月18日  | 土曜 0:30 - 1:00（金曜深夜） | キッズステーション | 日本全域   | CS放送 リピート放送あり |

### CD
- OP主題歌「ラムネ色のメロディ」（真優、2005年10月26日）
- ED主題歌「Summer vacation」（村田あゆみ、2005年10月26日）
- ラムネ Characters Collection（キャラソン+ドラマCD）
  - Vol.1 近衛七海（後藤邑子、2006年1月25日）「Kira Kira」
  - Vol.2 仲里ひかり（友永朱音、2006年2月22日）「大好きなSeason」
  - Vol.3 友坂鈴夏（佐藤美佳子、2006年3月24日）「夢いっぱいの箒星」
  - Vol.4 石和多恵（柳瀬なつみ、2006年4月26日）「瞳サンシャイン」
  - Vol.5 鮎川美空（新谷良子）「タイムマシーン」
  - Vol.6 佐倉裕美（田口宏子）「いつかの空」

### 小説（アニメ）
メガミ文庫（学習研究社）より出版されている。これはアニメの第7,8話の間を中心に補完されるように作られている。鴻野貴光・著、近藤源一郎・画。
- 2006年2月初版 ISBN 978-4-05-903507-7

## 補足

### PC版
- PC版のラムネ初回版のアーカイブの中に収録されていた画像に無修正画像が含まれている事が分かりねこねこソフトは2004年8月4日に初回版を回収することを発表した。
- 2009年に発売された『そらいろ』では、本作と同じ海沿いの田舎町が舞台となっており（背景グラフィックも流用）、本作の登場人物の成長した姿と見られるキャラクターが登場している。

### アニメ版
- テレビ埼玉での最終回においてエンディングが終わってCMが流れてから提供ベースが出るまでの間、画面が真っ暗になり音声も出ないという放送事故が発生した。
- 2007年よりHandyフル動画で有料配信が開始された。対応機種はDoCoMo FOMA902i/702i以降。また、インターネット放送のGyaOでも無料配信された。

### その他
- 本作の読み切り漫画がコンプエースVol.5(2006年1月26日発売)に掲載された。作画担当は藤井理乃。

## 評価
IGNの歐陽宇亮は、本作について「徹底して『日常』を志向しながら、日常の面白さを全く出せない駄作だ。」と酷評しており、その理由として日常系に必要な面白い会話やイベント、繊細な感情描写のいずれもが欠けている点を挙げている。